# E119号線
E119号線(E119ごうせん、英: European route E119) はロシアのモスクワから、アゼルバイジャンのアスタラを結ぶ、欧州自動車道路のBクラス幹線道路。

## 経路
- ロシア
  - モスクワ
  - タンボフ
  - ポヴォリノ
  - ヴォルゴグラード
  - アストラハン
  - マハチカラ
- アゼルバイジャン
  - クバ（英語版）
  - バクー
  - アリャート
  - アスタラ